# Manuel Gómez de la Maza y Jiménez
Manuel Gómez de la Maza y Jiménez (1867 - 1916) fue un botánico cubano. Fue catedrático de Botánica General y Fitografía de la Universidad de Cuba. Y Director del Jardín Botánico de La Habana.

## Honores

### Epónimos
Los géneros botánicos endémicos de Cuba, Mazaea y Neomazaea, fueron así nombrados por Krug y Urban en su honor.

## Obras
- Gómez de la Maza y Jiménez, Manuel; Roig y Mesa, Juan Tomás. 1914. Flora de Cuba (datos para su estudio). Ed. Imprenta y papelería de Rambla, Bouza y ca. La Habana. 182 pp. xxxiii pl., 3 port., tablas, cart. 22 cm

- La abreviatura «M.Gómez» se emplea para indicar a Manuel Gómez de la Maza y Jiménez como autoridad en la descripción y clasificación científica de los vegetales.[1]